# Гаць (гміна)
Гміна Гаць (пол. Gmina Gać) — сільська гміна у східній Польщі. Належить до Переворського повіту Підкарпатського воєводства.
Станом на 31 грудня 2011 у гміні проживало 4648 осіб.

## Площа
Згідно з даними за 2007 рік площа гміни становила 35.95 км², у тому числі:
- орні землі: 91.00%
- ліси: 0.00%

Таким чином, площа гміни становить 5.15% площі повіту.

## Населення
Станом на 31 грудня 2011:
| Опис     | Загалом | Загалом | Чоловіки | Чоловіки | Жінки | Жінки |
| -------- | ------- | ------- | -------- | -------- | ----- | ----- |
| одиниця  | осіб    | %       | осіб     | %        | осіб  | %     |
| все      | 4648    | 100     | 2295     | 49.38    | 2353  | 50.62 |
| міське   | 0       | 100     | 0        |          | 0     |       |
| сільське | 4648    | 100     | 2295     | 49.38    | 2353  | 50.62 |

## Солтиства
- Білобоки
- Дубів
- Гать
- Микуличі
- Острів
- Волиця

## Сусідні гміни
Гміна Ґаць межує з такими гмінами: Каньчуга, Ланьцут, Маркова, Переворськ.